# Gruppo tecnico dei deputati indipendenti
Il Gruppo tecnico dei deputati indipendenti (GTI), anche noto come Gruppo Bonino-Le Pen, è stato un gruppo politico al Parlamento europeo attivo dal 1999 al 2001.
Costituitosi a seguito delle elezioni europee del 1999, il gruppo, al momento della sessione costitutiva, contava 18 iscritti, riunendo al suo interno formazioni estremamente eterogenee tra loro.
Alla luce del carattere non omogeneo del gruppo, il 14 settembre 1999 ne fu deciso lo scioglimento. Investita della questione, la Commissione per gli affari costituzionali del Parlamento europeo stabilì che il gruppo non osservava quanto stabilito dalle Regole di procedura del Parlamento europeo per la costituzione dei gruppi: segnatamente, nella parte in cui richiedevano la sussistenza di una minima affinità politica tra i componenti di ciascun gruppo. Il Parlamento approvò le conclusioni della Commissione e dispose la dissoluzione del GTI con 412 favorevoli, 56 contrari e 36 astenuti.
Avverso la decisione del Parlamento furono presentati alla Corte di prima istanza due ricorsi: il primo nel merito, il secondo con cui veniva richiesta una sospensione in via cautelare del provvedimento impugnato. Il 25 novembre 1999, il Tribunale dispose la sospensione del provvedimento consentendo così la ricostituzione del gruppo, effettivamente avvenuta il 1º dicembre.
Il 2 ottobre 2001, nondimeno, la Corte di prima istanza respinse nel merito il ricorso presentato dai componenti del GTI, il quale fu di nuovo sciolto il successivo 4 ottobre. Contro tale decisione fu presentato appello alla Corte di giustizia, ma fu definitivamente respinto.

## Composizione
| Paese   | Partito                            | Seggi | Europarlamentari |
| ------- | ---------------------------------- | ----- | --- |
| Belgio  | Blocco Fiammingo                   | 2     | - Frank Vanhecke - Karel Dillen                                                                                                  |
| Francia | Fronte Nazionale                   | 5     | - Charles de Gaulle - Bruno Gollnisch - Carl Lang - Jean-Claude Martinez - Jean-Marie Le Pen                                     |
| Italia  | Lista Emma Bonino                  | 7     | - Emma Bonino - Marco Cappato - Gianfranco Dell'Alba - Benedetto Della Vedova - Olivier Dupuis - Marco Pannella - Maurizio Turco |
| Italia  | Lega Nord                          | 3     | - Umberto Bossi - Gian Paolo Gobbo - Francesco Speroni - Marco Formentini                                                        |
| Italia  | Movimento Sociale Fiamma Tricolore | 1     | - Roberto Felice Bigliardo |